# Dps (밴드)
Dps는 GIZA studio 레이블 소속의 일본 록 밴드이다. 2017년 결성해 싱글 'Timeline'으로 메이저 데뷔했다. 이 노래는 애니메이션 TV 시리즈 명탐정 코난의 주제가로 사용되었다.

## 역사
나오키는 2016년 5월 ZARD의 라이브 투어 세션 '25th Anniversary Live'에 기타리스트로 참여했다. DVD 영상은 12월에 공개되었다. 같은 달 아츠시, 나오키, 츠요시는 GIZA 스튜디오 커버 프로젝트 D-project의 편곡자로 참여하여 ZARD의 싱글 사랑이 보이지 않아와 아메니유레테를 재편곡했다.
2016년 10월, 보컬리스트 료스케가 스고이요! 캠파스타 보컬 콘테스트에서 대상을 수상했다.
3개월 후인 2017년에는 모리오카 나오키, 야마구치 아츠시(전 나이후와 로에의 카와무라 아츠시), 아사이 츠요시(전 밴드 로에의 기타리스트) 등 멤버를 추가해 밴드 결성을 시작했다.
2017년 4월 28일 힐 판스코우조우(Hill PansKoujou)에서 첫 라이브 공연을 개최했다.
2017년 9월 Dps 공식 홈페이지가 오픈되었다. 2017년 11월, 그들은 인디 레이블 텐트 하우스의 첫 번째 미니 앨범 Begins with Em을 발표했다. 이 앨범은 타워레코드 간사이 랭킹 1위에 오르며 성공적이었다.